# List inhibicyjny
List inhibicyjny (łac. inhibitio 'powstrzymanie' od inhibēre 'powstrzymać; ujarzmić') – list zapowiedni, w dawnym prawie polskim pismo króla do sądu wzywające do wstrzymania się od wyrokowania w konkretnej sprawie. Był wyjątkiem od ogólnego zakazu wstrzymywania wyroku, mógł być wydawany wyłącznie na korzyść kogoś zajętego służbą wojskową lub w poselstwie.